# Ijimaia dofleini
Espèce
Ijimaia dofleini est une espèce de poisson Ateleopodiformes du Pacifique Ouest.

## Référence
- Sauter, 1905 : Notes from the Owston collection. I. A new ateleopodid fish from the Sagami Sea (Ijimaia dofleini). Annotationes Zoologicae Japonenses 5-4 p. 233-238.